# Oreina luctuosa
Oreina luctuosa är en skalbaggsart som först beskrevs av Olivier 1807.  Oreina luctuosa ingår i släktet Oreina, och familjen bladbaggar. Arten har ej påträffats i Sverige.